# Occidental and Oriental Steamship Company
L'Occidental and Oriental Steamship Company (parfois abrégée en O&O) est une compagnie maritime américaine fondée en 1874 par les dirigeants de compagnies ferroviaires désireux de concurrencer la Pacific Mail Steamship Company qui n'avait pas respecté ses engagements vis-à-vis d'eux. Affrétant à partir de 1875 des navires de différentes compagnies dont la plus importante est la britannique White Star Line, la compagnie devient rapidement bénéficiaire, contre toute attente de ses fondateurs qui n'en espéraient que des pertes réduites.
Ayant réussi à atteindre son objectif premier, l'O&O se rapproche de la Pacific Mail, au point qu'en 1900, le vice-président de cette dernière en devient le président. Dans les années qui suivent, sa concurrente ayant mis en service des navires plus performants, l'O&O met progressivement fin à ses contrats d'affrètements. Le 30 octobre 1906, le Coptic effectue la dernière traversée de la compagnie, qui continue néanmoins à publier des publicités jusqu'en juillet 1908.

## Histoire

### Une création qui se révèle être un pari gagnant

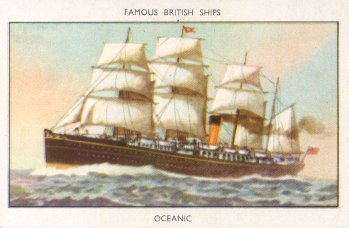
L'Oceanic, de la White Star Line, est durant plus de vingt ans le navire vedette de l'O&O.

L'Occidental and Oriental Steamship Company est fondée à la fin de l'année 1874, à l'initiative de George Bradbury, ancien président de la Pacific Mail Steamship Company. Cette entreprise avait en effet passé des accords avec plusieurs compagnies ferroviaires américaines, assurant que ses passagers en provenance d'Asie utiliseraient la ligne de chemin de fer transcontinentale pour passer de la côte Ouest à la côte Est une fois débarqués à San Francisco. Cet accord mis en place à l'achèvement de la ligne de chemin de fer en 1869 s'était révélé efficace jusqu'en 1873, date à laquelle la Pacific Mail, mettant en service de nouveaux navires, avait décidé que ses passagers passeraient désormais, à moindre frais, par Panama, et ne prendraient donc plus le train. C'est pour menacer la place de la Pacific Mail sur la ligne de Hong Kong à San Francisco, et ainsi la forcer à respecter ses accords, que la Central Pacific et l'Union Pacific s'unissent pour former l'O&O avec un capital équitablement partagé de dix millions de dollars. Bradbury devient rapidement le président de la nouvelle société.
Bradbury est aussitôt amené à faire une tournée à Londres à la recherche de contrats d'affrètement. Il rencontre ainsi en octobre 1874 le président de la White Star Line, Thomas Henry Ismay. Celui-ci accepte de conclure un contrat d'affrètement de deux ans pour trois navires : deux paquebots-mixtes qui lui sont de peu d'utilité, le Gaelic et le Belgic, mais aussi l'Oceanic, premier paquebot de luxe de l'entreprise, devenu surnuméraire sur la route de l'Atlantique Nord. C'est ce dernier navire qui assure à l'Occidental and Oriental Steamship Company un prestige certain pour son entreprise. En grande pompe, le navire quitte Liverpool pour Hong Kong, avant de desservir sur sa nouvelle ligne une escale à Yokohama, puis San Francisco. Il établit sur la Pacifique un record de traversée en 16 jours et 10 heures (8 jours de moins que les navires de la Pacific Mail), qu'il rabaisse dès 1876 à 14 jours et 15 heures. Ces succès posent les bases d'une longue collaboration entre les deux entreprises, la White Star fournissant des officiers britanniques tandis que l'O&O pourvoit les marins, chinois.
Le succès du premier voyage de l'Oceanic suffit à permettre à la compagnie d'atteindre son objectif : avant même que le navire n'ait accosté à San Francisco, la Pacific Mail reconnaît sa défaite et signe un contrat avec l'O&O pour assurer un service conjoint sur la ligne. Dans les années qui suivent, cependant, les dirigeants de la Pacific Mail expriment leur mécontentement vis-à-vis du contrat qu'ils menacent de rompre. L'Occidental and Oriental Steamship Company reste donc en activité, à titre de précaution. Le contrat d'affrètement avec la White Star se poursuit et des navires sont construits à cet effet : l'Arabic et le Coptic en 1881, puis deux nouveaux Belgic et Gaelic en 1885. Des contrats sont également passés avec d'autres entreprises américaines et britanniques, mais la White Star demeure prépondérante, et son Oceanic reste le navire le plus prestigieux de la compagnie jusqu'à son retrait en 1896.

### Rapprochement de la Pacific Mail et disparition

En 1906, les derniers navires de l'O&O sont vendus à la Pacific Mail.

Transportant passagers et marchandises, l'Oceanic and Occidental Steamship Company se révèle profitable. Ses fondateurs attendaient d'elle des pertes de l'ordre de 100 000 dollars par an, considérant qu'il s'agissait du prix à payer pour concurrencer la Pacific Mail, mais l'entreprise se révèle finalement bénéficiaire. Dans les années 1890, la Pacific Mail, malgré leurs services conjoints, s'insurge ainsi que l'O&O transporte trois fois plus de passagers et de marchandises qu'elle. Sa rivale peut pour sa part diversifier ses activités en ajoutant une escale à Honolulu, puis d'autres à Kobe, Nagasaki et Shanghaï. Elle passe également des accords avec la société japonaise Toyo Kisen Kaisha.
En 1900, les liens entre l'O&O et sa rivale de toujours se resserrent puisque le directeur général et vice président de la Pacific Mail, Schwerin, devient président de l'Occidental and Oriental Navigation Company. À la même époque, cette dernière doit faire face aux navires toujours plus imposants de la Pacific Mail et commence à mettre un terme à ses contrats d'affrètement, abrégeant celui du Gaelic en 1904. Le service de l'O&O n'est alors assuré que par le Doric et le Coptic. C'est ce dernier qui effectue, le 30 octobre 1906, la toute dernière traversée de la compagnie. Les deux navires sont alors vendus à la Pacific Mail qui les renomme Persia et Asia.
Malgré cela, des publicités pour l'O&O continuent à être diffusées à San Francisco jusqu'en 1908. Deux jours avant l'apparition de la dernière d'entre elles, le 23 juillet 1908, le dernier conseil d'administration de l'entreprise est réuni : aucun des membres ne s'y présente.